# Araripemanakin
De araripemanakin (Chiroxiphia bokermanni) is een zangvogel uit de familie der manakins (Pipridae). De vogel werd pas in 1998 beschreven en vernoemd naar de Braziliaanse dierkundige Werner Bokermann (1929-'95). Het is een ernstig in zijn voortbestaan bedreigde vogelsoort.

## Herkenning
De vogel is 15 tot 1,5 cm lang en weegt 19 tot 20,5 gram. Het mannetje is overwegend wit gekleurd met een opvallende, helderrode kuif op het voorhoofd. Dit rood loopt door over de kruin en de nek. Sommige vleugeldekveren en alle slagpennen en staartpenen zijn contrasterend zwart. De iris is roodbruin en de snavel en poten donkerbruin. Het vrouwtje ziet er totaal anders uit en lijkt sterk op het vrouwtje van de helmmanakin (A. galeata); ze is van boven olijfkleurig groen en van onderen licht gekleurd grijsgroen, lichter dan de helmmanakin. De vrouwtjes van beide soorten hebben ook een klein kuifje op het voorhoofd.

## Verspreiding en leefgebied

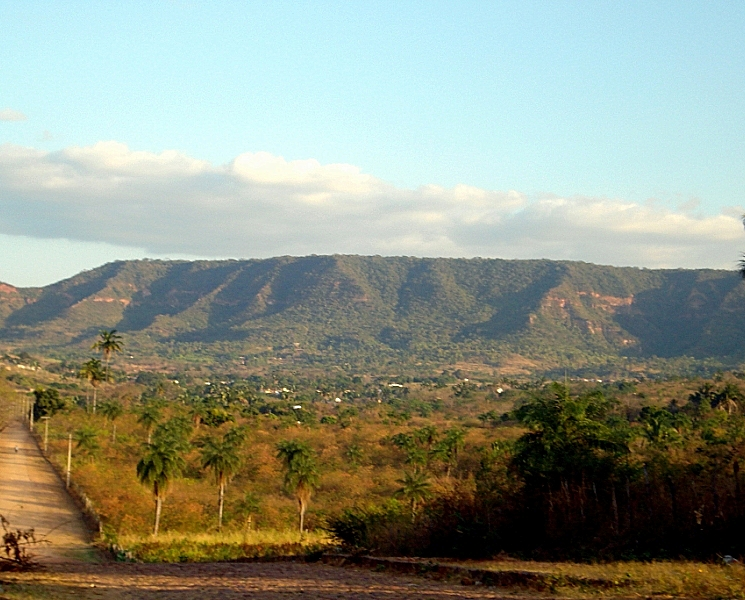
Uitzicht op de Chapada do Araripe

Deze vogel is endemisch in Brazilië en komt alleen voor in de noordoostelijke staat Ceará waar hij in 1996 werd ontdekt in een bebost dal binnen een areaal van hoogstens 1 km² in de Chapada do Araripe, dat gedeeltelijk een natuurreservaat is. Het leefgebied bestaat uit oud, hoogopgaand, secundair bos dat rijk is aan klimplanten en dan vooral de meer vochtige gedeelten nabij bronnen en beekjes. De vogel foerageert daar op kleine vruchten van soorten uit het geslacht Cordia.

## Status
De araripemanakin heeft een piepklein verspreidingsgebied en daardoor is de kans op uitsterven groot. De grootte van de wereldpopulatie werd in 2018 geschat op 150 tot 700 individuen. Het leefgebied wordt bedreigd door het ontbreken van effectieve handhaving van de reservaatstatus van het beschermde gebied en door uitbreiding van de infrastructuur en intensieve landbouw in het gebied rondom het beboste dal. Om deze redenen staat deze manakin als ernstig bedreigd op de Rode Lijst van de IUCN.

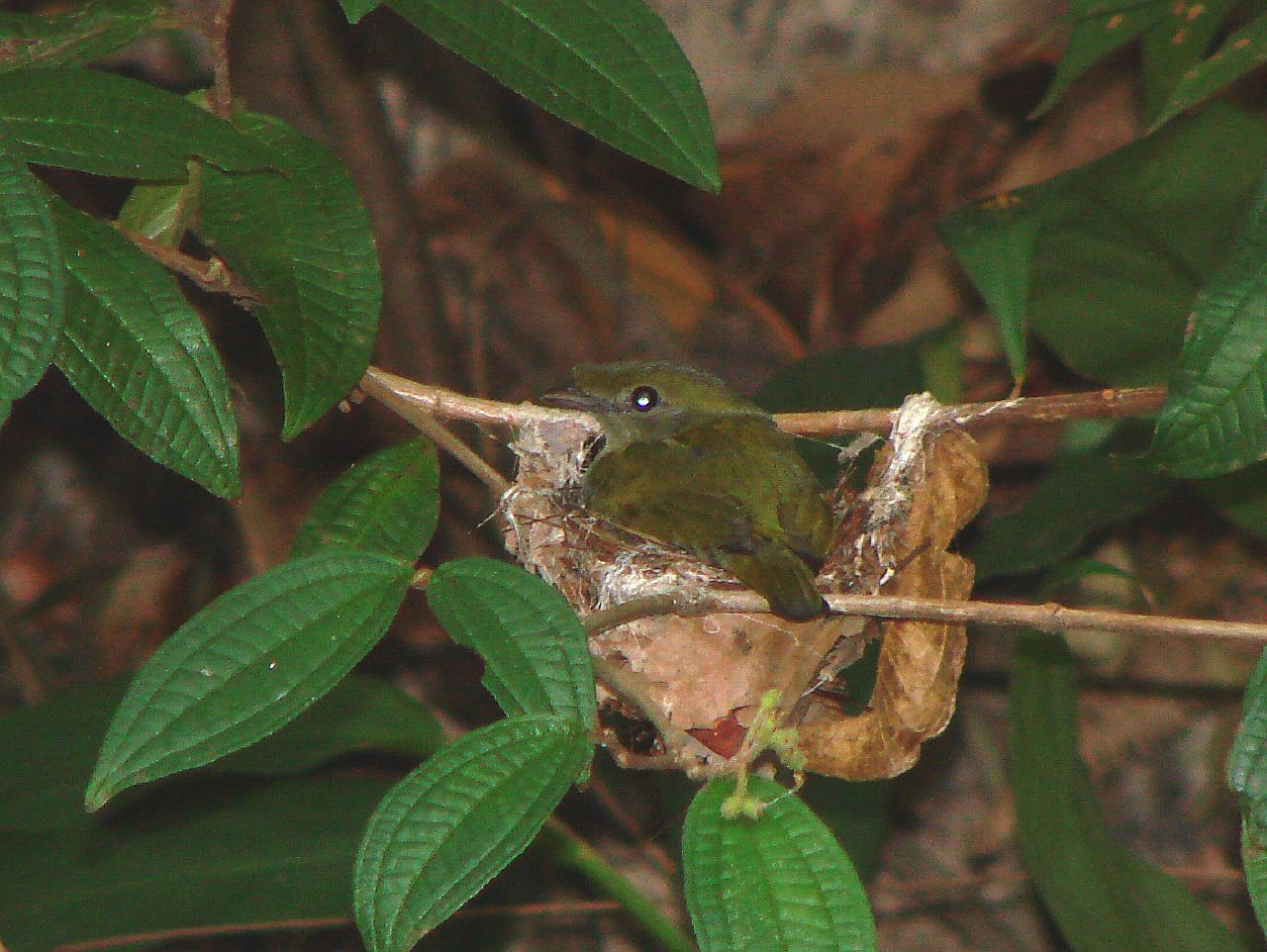
Vrouwtje op het nest